# Astragalus graveolens
Astragalus graveolens är en ärtväxtart som beskrevs av George Bentham. Astragalus graveolens ingår i släktet vedlar, och familjen ärtväxter. Inga underarter finns listade i Catalogue of Life.